# أدريان مولينا
أدريان مولينا (بالإنجليزية: Adrian Molina)‏ هو كاتب سيناريو أمريكي، ولد في 23 أغسطس 1985 في يوبا سيتي في الولايات المتحدة.

## وصلات خارجية
- أدريان مولينا على موقع IMDb (الإنجليزية)
- أدريان مولينا على موقع ميوزك برينز (الإنجليزية)
- أدريان مولينا على موقع قاعدة بيانات الفيلم (الإنجليزية)